# Green Bay Blizzard
I Green Bay Blizzard sono una franchigia professionistica di football americano indoor con sede a Ashwaubenon, Wisconsin, che gioca nella Indoor Football League. I Blizzard disputano le loro gare casalinghe al Resch Center.

## Storia
I Blizzard furono fondati nel 2003 disputando le loro prime stagioni nella af2, una minor league dell'ormai defunta Arena Football League. Nel 2010, la squadra si trasferì nella Indoor Football League, una lega di recente formazione originata dalla fusione tra Intense Football League e della United Indoor Football. Nelle prime due stagioni nella IFL, i Blizzard vinsero la propria division mentre nel 2012 la squadra terminò con un record di 11-3 e arrivò a giocarsi la finale per il titolo, perdendo contro i Sioux Falls Storm.